# Svetovno prvenstvo v nordijskem smučanju 1929
Svetovno prvenstvo v nordijskem smučanju 1929 je šesto svetovno prvenstvo v nordijskem smučanju, ki je potekalo med 5. in 9. februarjem 1929 v Zakopanah, Poljska, v štirih disciplinah.

## Dobitniki medalj

### Smučarski teki
| Disciplina | Zlato            | Zlato   | Srebro           | Srebro  | Bron              | Bron    |
| 17 km      | Veli Saarinen    | 1:20:03 | Anselm Knuuttila | 1:20:40 | Hjalmar Bergström | 1:21:29 |
| 50 km      | Anselm Knuuttila | 3:50:01 | Veli Saarinen    | 3:53:23 | Olle Hansson      | 3:53:30 |

### Nordijska kombinacija
| Disciplina | Zlato            | Zlato  | Srebro     | Srebro | Bron          | Bron   |
| Posamično  | Hans Vinjarengen | 452,10 | Ole Stenen | 432,65 | Esko Järvinen | 431,70 |

### Smučarski skoki
| Disciplina        | Zlato        | Zlato | Srebro             | Srebro | Bron         | Bron  |
| Velika skakalnica | Sigmund Ruud | 227,2 | Kristian Johansson | 225,2  | Hans Kleppen | 223,8 |

## Medalje po državah
| Poz | Država   | Zlato | Srebro | Bron | Skupaj |
| 1   | Finska   | 2     | 2      | 1    | 5      |
| 1   | Norveška | 2     | 2      | 1    | 5      |
| 3   | Švedska  | 0     | 0      | 2    | 2      |